# Transceiver

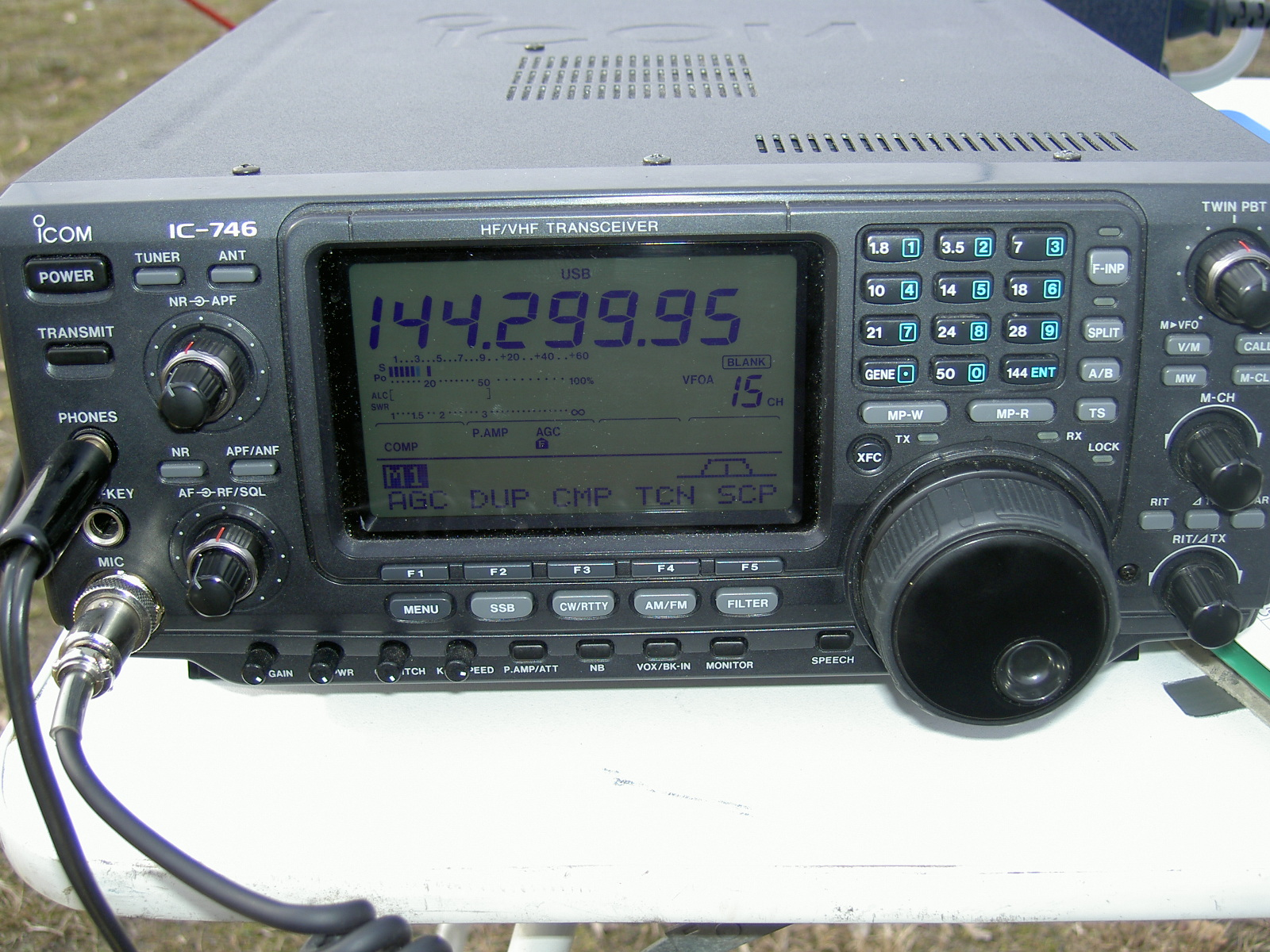
Kommerzieller KW/UKW-Transceiver für Amateurfunk

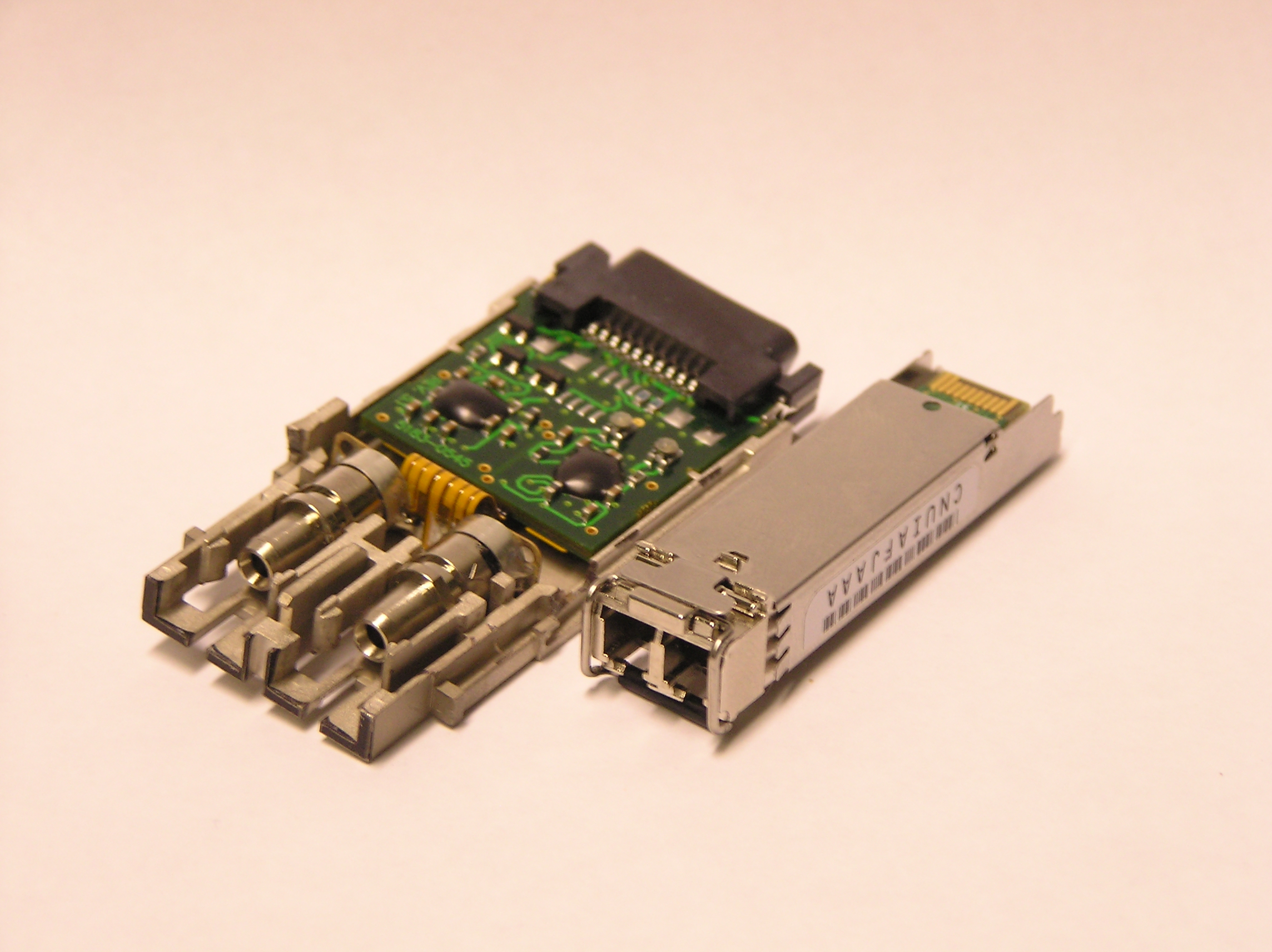
Separate Eingänge und Ausgänge von Transceivern für Lichtwellenleiter

Ein Transceiver [trænsˈsiːvə] (deutsch „Sendeempfänger“), von englisch transmitter ‚Sender‘ und receiver ‚Empfänger‘, ist eine Kombination von beidem. Das Kofferwort entstand in den 1930er Jahren. Transceiver gibt es nicht nur in der Funktechnik, sondern auch bei kabelgebundener Signalübertragung, aber nicht beim Rundfunk.
Allgemein akzeptierte Abkürzungen sind Rx für receiver, Tx für transmitter und Trx (Xcvr) für den Transceiver.

## Verwendung

### Netzwerkadapter

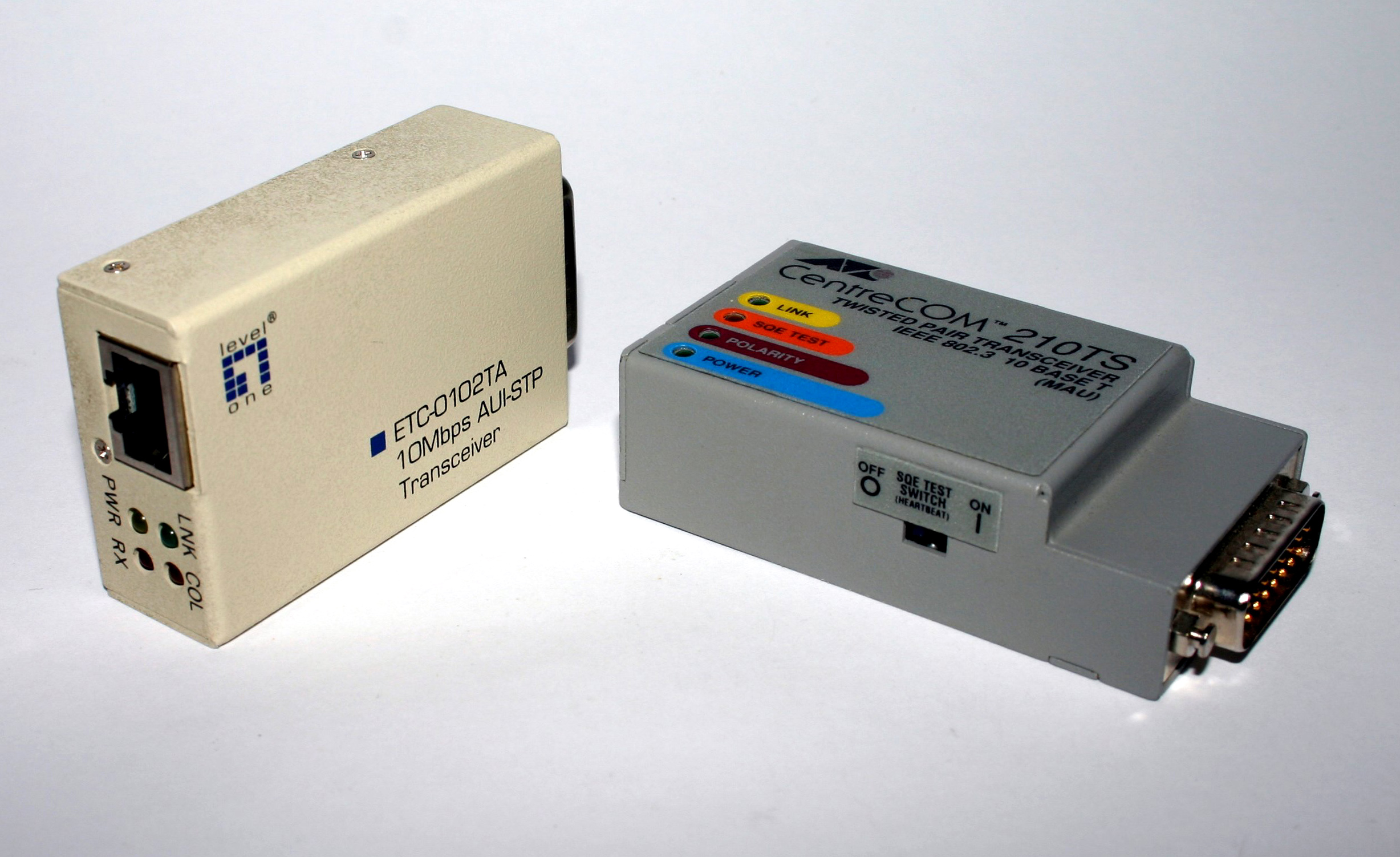
Zwei Twisted-Pair-Transceiver mit AUI

Bei Netzwerkadaptern der Computertechnik ist ein Transceiver im Regelfall derjenige Bestandteil, der für das Senden und Empfangen der Signale über das Übertragungsmedium zuständig ist (präziser ausgedrückt: das Einspeisen und Auskoppeln der Signale in das/aus dem Medium). Je nachdem, welches Übertragungsmedium eingesetzt wird, handelt es sich dabei um elektrische Impulse, Licht oder andere elektromagnetische Wellen.
Die Einheit wird auch Medium Attachment Unit  (MAU)  genannt. Sie bildet auf der Seite des Netzmediums (Kabel) die Schnittstelle zum Anschluss von Netzwerkstationen. MAU und Attachment Unit Interface (AUI) sind heute meist auf den Netzwerkkarten untergebracht.

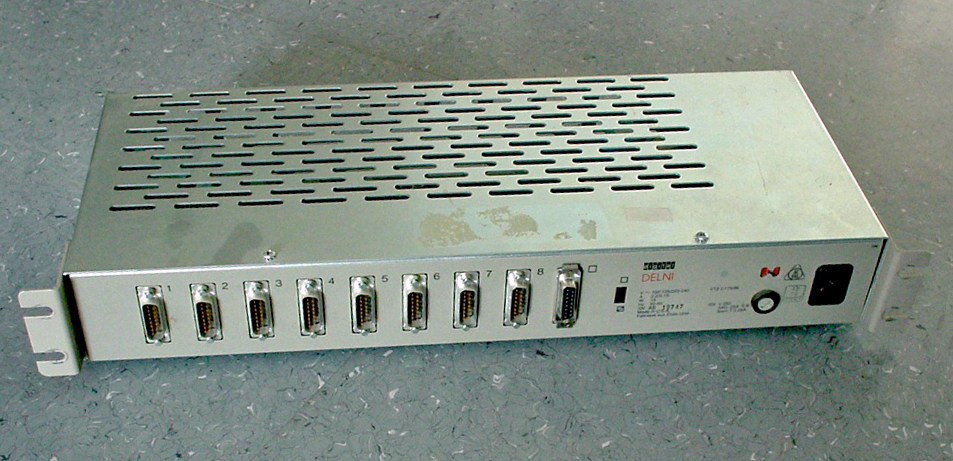
10BASE5-fähiger Ethernet-Hub aus den 1980er-Jahren mit AUI-Ports

Bei dem zu Beginn der Ethernet-Netzwerktechnik verbreiteten 10BASE5-Koaxialkabel („Yellow Cable“, „ThickNet“, „RG8“) war der Transceiver ein separates Gerät, das am Zugangspunkt auf das Kabel geklemmt wurde, wobei der Kontakt zu Innen- und Außenleiter hergestellt wurde. Der Netzwerkadapter eines Computers wurde dann über ein AUI-Verbindungskabel verbunden, das durch die im Transceiver enthaltene Signalelektronik bis zu 50 m lang sein durfte. Dies erlaubte eine gewisse Flexibilität bei der Wahl des Aufstellortes trotz des wegen seiner Dicke relativ starren und daher schwierig zu verlegenden „ThickNet“-Kabels. Das später verwendete, dünnere und wesentlich billigere 10BASE2-Kabel („Thinnet“) wurde dagegen direkt bis zu den Anschlüssen des Computers geführt; bei dieser Technik war nunmehr der Transceiver auf dem Netzwerkadapter integriert.

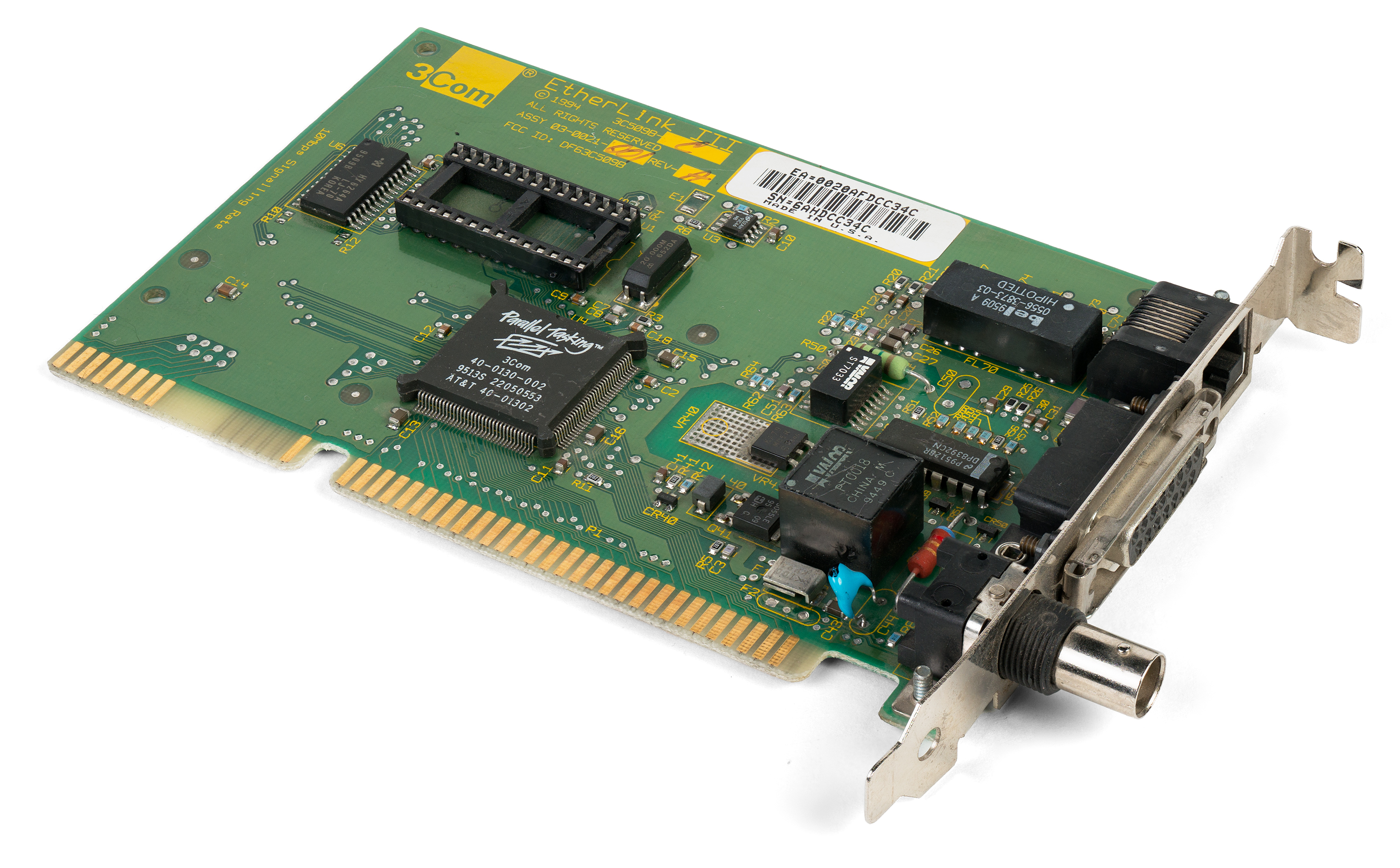
„Combo“-Netzwerkkarte von 1994 mit 10BASE2, AUI und 10BASE-T

Bei später folgenden „Combo“-Netzwerkadaptern waren zusätzlich zum (etwas neueren) 10BASE2- oder 10BASE-T-Anschluss weiterhin AUI-Steckverbinder vorhanden. Dort können auch kleine, kompakte Signalwandler-Einheiten für den Anschluss von alternativen Übertragungsmedien wie Glasfaserkabel usw. aufgesteckt werden, welche ebenfalls als Transceiver bezeichnet werden.
Moderne Netzwerkgeräte haben fast immer integrierte Transceiver für Twisted-Pair-Ethernet und bieten manchmal (zusätzliche) Steckplätze für modulare Transceiver, die insbesondere für die unterschiedlichen Kommunikationsvarianten über Lichtwellenleiter verwendet werden. Verbreitete Formen sind insbesondere Small Form-factor Pluggable (SFP und SFP+), QSFP28 oder C Form-factor Pluggable (CFP), ältere Gigabit Interface Converter (GBIC), XFP und XENPAK.

### Computernetzwerke
Ein Transceiver kann auch ein Rechnersystem sein, welches Daten aus einem System in ein anderes überspielt. Bei einem Verbindungsrechner zwischen einem Warenwirtschaftssystem und einem BDE-System spricht man auch von einem Transceiver. Hier stellt er die Verarbeitung und Weiterleitung der Informationen (in beide Richtungen) sicher.

### RFID
In der RFID-Technik kommen Transceiver in Form der sogenannten „Reader“ zum Einsatz. Diese Geräte senden zunächst ein Signal, auf welches vom Transponder (z. B. RFID-Tag) eine Antwort gesendet wird, die dann wieder vom Transceiver empfangen und an ein (Computer-)System zur weiteren Verarbeitung weitergeleitet wird.

## Belege
1. ↑  www.computerweekly.com, abgerufen am 2. Juli 2019.
2. ↑  Transceiver. In: Duden. Abgerufen am 1. Mai 2014.
3. ↑  transceiver. In: Oxford English Dictionary. Archiviert vom Original (nicht mehr online verfügbar) am 2. Mai 2014; abgerufen am 1. Mai 2014.  Info: Der Archivlink wurde automatisch eingesetzt und noch nicht geprüft. Bitte prüfe Original- und Archivlink gemäß Anleitung und entferne dann diesen Hinweis.